# San Pietro di Cadore
San Pietro di Cadore es una localidad y comune italiana de la provincia de Belluno, región de Véneto, con 1.833 habitantes.

## Evolución demográfica
| Gráfica de evolución demográfica de San Pietro di Cadore entre 1861 y 2001 |
|                                                                            |
| Fuente ISTAT - elaboración gráfica de Wikipedia                            |